# Parascyllium elongatum
Parascyllium elongatum är en hajart som beskrevs av Last och Stevens 2008. Parascyllium elongatum ingår i släktet Parascyllium och familjen Parascylliidae. IUCN kategoriserar arten globalt som otillräckligt studerad. Inga underarter finns listade i Catalogue of Life.